# Apple Network Server
Apple Network Server (ANS) — лінійка серверних комп'ютерів на базі PowerPC, розроблених, вироблених і проданих компанією Apple Computer, Inc. з лютого 1996 року до квітня 1997 року. Лінійка серверів називалася «Shiner» і спочатку складалася з двох моделей: Network Server 500/132 («Shiner LE», тобто «низький клас») та Network Server 700/150 («Shiner HE», тобто «високий клас»), які у листопаді 1996 року отримали доповнення у вигляді моделі Network Server 700/200 (також «Shiner HE») з більш швидким ЦП.
Ці машини були частиною лінійки Macintosh від Apple; вони були розроблені для роботи з IBM-ською операційною системою AIX, і їх ППЗ спеціально запобігало завантаженню класичної Mac OS. Це робить їх останніми не Macintosh десктопами, випущеними компанією Apple. Моделі 500/132, 700/150 і 700/200 продавалися на ринку США за ціною $11,000, $15,000 та $19,000 відповідно.
Apple Network Server не слід плутати з Apple Workgroup Server і Macintosh Server, які були робочими станціями Macintosh, що постачаються з серверним програмним забезпеченням і використовують Mac OS; єдиний виняток — Workgroup Server 95 — Quadra 950 з додатковим контролером SCSI, який поставлявся з A/UX, і також міг запускати Mac OS. Apple не мала аналогічного серверного обладнання у своєму асортименті до випуску Xserve у 2002 році.
Короткий термін служби продукту пояснюється значними фінансовими проблемами в Apple на початку 1997 року. Генеральний директор Гіл Амеліо скасував мережевий сервер і OpenDoc на одній зустрічі, оскільки було визначено, що вони мають низький пріоритет.
Короткостроковий термін життя продукту був зумовлений серйозними фінансовими проблемами Apple на початку 1997 року. Генеральний директор Gil Amelio скасував як Network Server, так і OpenDoc на одній зустрічі, оскільки було вирішено, що ці продукти не є пріоритетними.

## Обладнання
Апаратне забезпечення мережевого сервера Apple мало бути засноване на новому дизайні логічної плати, специфічному для продукту. Під час розробки апаратного забезпечення Apple відмовилася від оригінального дизайну материнської плати з непідтверджених причин. Щоб просунутися вперед і відправити продукт, Apple внесла зміни в логічну плату Power Macintosh 9500 і ПЗУ (блокування всіх викликів Mac OS) і портувала AIX на нове обладнання. Незалежно від того, чи пов'язано зі зміною апаратного забезпечення, чи випадково, Apple також відмовилася від розробки NetWare на PowerPC (кодова назва: Wormhole). Загальна схема логічної плати, здається, передбачає тісний зв'язок із системами RS/6000 на основі PowerPC від IBM, які також були розроблені для роботи з AIX. З іншого боку, багато компонентів логічної плати, особливо ПЗУ для завантаження Open Firmware, схожі на плату «Tsunami», яка використовується в Power Macintosh 9500 і деяких клонах Macintosh. 
Хоча компонування друкованої плати мережевого сервера Apple (ANS) може нагадувати системи RS/6000, логічно та фізично він майже ідентичний Power Macintosh 9500 (PM9500), хоча використовує зовсім інше мікропрограмне забезпечення, що є специфічним.
Починаючи з шини верхнього рівня і працюючи вниз в ієрархії шин, на верхньому рівні знаходиться шина ЦП з контролером Hammerhead (Apple Part # 343S1190), який також є в PM9500. ЦП, як згадувалося, це PowerPC 604 або 604e. Мости шини CPU-PCI є контролерами Bandit (343S0020). І ANS, і PM9500 мають два контролери Bandit і дві окремі шини PCI. Усі пристрої на рівні шини процесора ідентичні між ANS і PM9500. В обох системах CPU Bus Clock забезпечується знімною платою ЦП. Однак на ANS буфер тактового сигналу, який розділяє системний тактовий сигнал для всіх пристроїв шини ЦП, знаходиться на логічній платі, тоді як на PowerMac 9500 буфер тактового сигналу знаходиться на платі ЦП.
Контролери смуги даних пам'яті на ANS відрізняються від контролерів на PM9500, мабуть, через додану підтримку пам'яті з паритетом. Контролери смуги даних пам'яті ANS мають номер 343S1161 замість 343S1141, як на PM9500. Однак структура пам'яті однакова з двома банками слотів DIMM і підтримкою чергування пам'яті, коли відповідні слоти в різних банках містять ідентичні модулі пам'яті DIMM. ANS справді має вісім слотів DIMM пам'яті замість дванадцяти у PM9500, але інші машини на базі Hammerhead, такі як PM8500, також мають лише вісім слотів DIMM пам'яті.
На шині PCI, як згадувалося вище, ANS використовує міст Bandit PCI, як і PM9500. Арбітри шини PCI також ідентичні (343S0182). Арбітри шини отримують сигнали запиту шини PCI та видають сигнали надання шини на слоти PCI та мікросхеми мосту PCI (Bandit).
Диспетчер переривань і контролер вводу-виводу логічної плати також однакові. Обидва використовують Grand Central (343S1125). Grand Central — пристрій на шині PCI.
На шині PCI ANS розлучається з PM9500 кількома способами. ANS має дві мікросхеми 53C825A SCSI з підтримкою операцій Fast & Wide SCSI, яких немає в PM9500. Кожен з них відображається як окремий пристрій PCI на шині PCI. ANS також додає відеоконтролер Cirrus Logic 54M30 як додатковий пристрій PCI.
У всьому ANS є три пристрої PCI, яких не вистачає в PM9500. Слоти PCI ANS також організовані інакше. На PM9500 Grand Central і перші три слоти PCI підтримуються Bandit 1. Решта три слоти PCI підтримуються Bandit 2. На ANS, Grand Central, два чіпи 53C825A SCSI, відеоконтролер 54M30 і два верхніх слоти PCI підтримуються Bandit 1. Решта чотири слоти PCI підтримуються Bandit 2. Декому може здатися цікавим, що це (шість пристроїв, які підтримує Bandit 1) підтверджує, що Bandit PCI Bridge і пов'язана з ним мікросхема арбітра можуть напряму (міст PCI-PCI не потрібен) підтримувати щонайменше шість пристроїв PCI за умови належної підтримки прошивки.
Опускаючись далі в ієрархії, чіп Grand Central є свого роду шиною вводу-виводу для різноманітних пристроїв логічної плати. І ANS, і PM9500 використовують мікросхему CURIO (AM79C950, спеціальна частина від AMD) для підтримки послідовних портів, повільний (5 МБ/с, на основі 53C94/96) шина SCSI та 10 Мбіт/с Ethernet. Контролер дискет SWIM також є спільним для обох машин і підключений через мікросхему Grand Central. У ANS відсутній чіп MESH SCSI (53CF94/6, похідний від Apple SCSI чіп), який присутній на PM9600 і підтримує внутрішню швидкісну шину SCSI.
Grand Central забезпечує підтримку одинадцяти системних переривань. І на Macintosh, і на ANS кожен слот PCI містить лише одну лінію переривання (у специфікації PCI підтримується до чотирьох), і кожна лінія переривання використовується лише одним пристроєм. Карта переривань відрізняється на двох машинах, і це є найбільш імовірною причиною, чому вставлення ПЗУ PM9500 або PM9600 в ANS не дозволить машині завантажитися. Програмне забезпечення очікує, що певні переривання відповідають певним подіям, але сигнал переривання фізично підключено до іншого пристрою, ніж очікує мікропрограмне забезпечення.

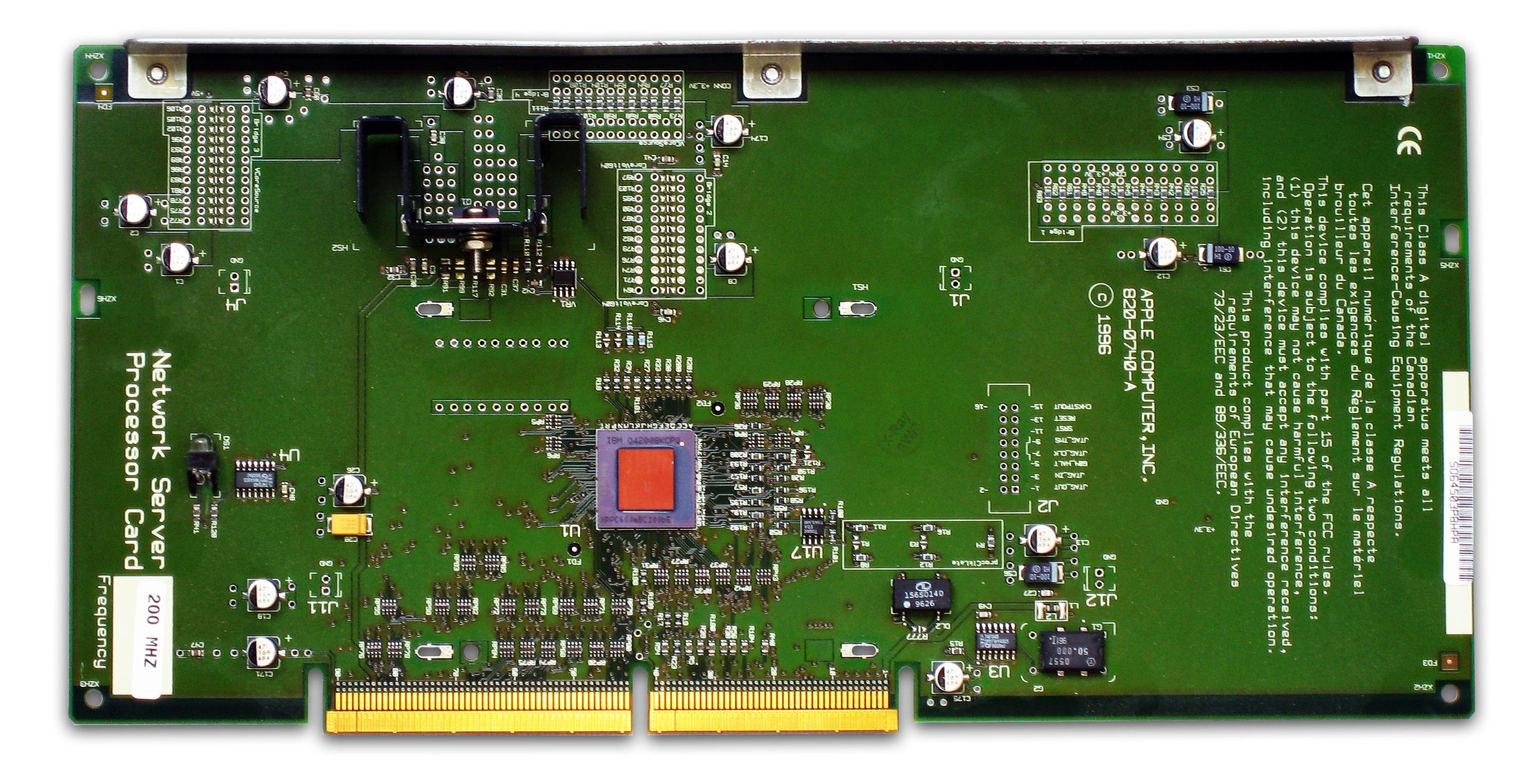
Плата процесора ANS 700/200. Процесори ANS 500/132 і 700/150 виготовлені з однієї плати, але кожен використовує унікальні конфігураційні перемички. Усі процесори ANS мають нанесену друковану етикетку (показана в крайньому лівому куті), яка визначає швидкість процесора: 132, 150 або 200 МГц. Як і в цьому поколінні продуктів Apple PowerPC, встановлена процесорна карта визначає швидкість центрального процесора системи, а швидкість системної шини виходить із швидкості процесора: 44 МГц для /132 і 50 МГц для /150 і /200.

ANS 500/132 використовує процесор PowerPC 604 із тактовою частотою 132 МГц, а ANS 700/150 має той же сімейний ЦП, але з тактовою частотою 150 МГц. Обидва мають кеш L1 32 кБ. ANS 700/200 оснащено більш досконалим PowerPC 604e з тактовою частотою 200 МГц, з кеш-пам'яттю L1 64 кБ. Кеш L2 ANS встановлено на SIMM зі стандартним розміром 512 кБ для 500 і 1 MB для 700-х років. Будь-який ANS може мати 1 Встановлена кеш-карта MB. Швидкість системної шини 44 МГц для 500 і 50 МГц для 700s або будь-який ANS, до якого 200 Була встановлена процесорна карта МГц. Логічна плата ANS має вісім 168-контактних слотів DIMM parity RAM, чотири з яких є вільними (з максимальною кількістю 512). вказано МБ оперативної пам'яті). ANS 500/132 поставляється з 32 Встановлена оперативна пам'ять (4 × 8 MB 60 модулі DIMM із парністю ns виробництва IBM) і ANS 700/150 і ANS 700/200, що поставляються з 48 Мб (2 × 16 МБ 60 нс + 2 × 8 модулі DIMM із парністю MB, також виготовлені компанією IBM). Для всіх практичних цілей максимальна конфігурація оперативної пам'яті становить 4 × 128 Модулі DIMM з парністю МБ (512 Мб, всього) або 8 × 64 Модулі DIMM з парністю МБ (також 512 загальна кількість МБ). Апарат не буде POST (тобто не пройде тест системи живлення ), якщо більше 512 МБ встановлено. Це абсолютне обмеження, вбудоване в ROM-DIMM машини. Якщо хоча б один модуль DIMM RAM не має паритету, перевірка парності вимикається для всієї RAM, у такому випадку 70 ns RAM DIMM є прийнятними. Модулі FPM або EDO RAM DIMM прийнятні в будь-якому порядку, оскільки машина розглядає модулі EDO RAM DIMM як модулі FPM RAM DIMM.
Усі мережеві сервери оснащені внутрішнім двоканальним контролером Wide SCSI -2 (вузьким, для приводу компакт-дисків і до будь-яких жорстких дисків, які були встановлені за допомогою додаткового комплекту установки Apple Narrow SCSI-2), зовнішній 25-контактний Роз'єм SCSI-1 і стандартний 1.44 Дискета MB " SuperDrive ". Доступно шість вільних слотів PCI для розширення — частини, які підтримуються AIX, включають дві карти Ethernet і карту SCSI RAID. Інші порти включають один порт ADB, два послідовних порти та один порт AAUI. На відміну від усіх інших комп'ютерів Apple тієї епохи, ANS використовує роз'єм VGA для вбудованого відео; в комплекті був адаптер для дисплеїв Apple.
Унікальним аспектом мережевих серверів Apple є їхній корпус: він повністю замикається та є надзвичайно доступним, він оснащений невеликим РК-дисплеєм для діагностики, а його передня частина має сім слотів для пристроїв із CD-ROM та одним жорстким диском, встановленим у них у стандартна конфігурація. У вільні слоти можна додати додаткові модулі жорсткого диска SCSI з можливістю гарячої заміни або стример стрічки DAT. Опціонально ANS 700 також підтримує блоки живлення з резервуванням і можливістю гарячої заміни, а також внутрішню стійку для двох додаткових жорстких дисків. Корпус великий і важкий, на висоті 24,5 дюйм (62 см), шириною 16,5 дюйм (42 см), глибина 18 дюйм (46 см) і вагою понад 80 фунт (36 кг), з точною вагою залежно від конфігурації обладнання. Це означає, що, незважаючи на правильну ширину для 19-дюймової стійки, вона вимагає принаймні 14 одиниць стійки у висоту. Третя модель у меншому корпусі для монтажу в стійку без великого дискового масиву, Network Server 300 (під кодовою назвою «Deep Dish», як у глибокій піці), так і не пройшла стадію прототипу. Також у розробці, але так і не було випущено, були процесорні карти з двома ЦП. Карти ЦП Power Macintosh 9500, які були доступні з двома процесорами, не були сумісні з ANS.
ANS 500/132 можна оновити до ANS 500/200 шляхом встановлення 200 Додаткова карта процесора МГц. Можна оновити ANS 500 до ANS 700 або понизити ANS 700 до ANS 500, просто замінивши задню панель живлення та блок живлення(ів), але необхідно повністю розібрати основу ANS, щоб виконати таке оновлення або зниження. ANS 700 має лише одне вхідне джерело живлення, навіть якщо він може мати подвійні незалежні блоки живлення. Однак ANS 700 можна легко перетворити на подвійну первинну конфігурацію живлення (незалежне основне живлення, можливо, і бажано, від різних панелей живлення, одну, можливо, з резервним джерелом безперебійного живлення), видаливши вхідний роз'єм живлення IEC і фізично та електричне підключення двох вхідних шнурів живлення, по одному до кожного з резервних блоків живлення. Однак ця модифікація дуже ймовірно робить недійсним список UL машини. Тим не менш, така модифікація може реалізувати справжню конфігурацію резервування N+1 для ANS 700s.

## Статус
Станом на 2005 рік більшість мережевих серверів Apple було вилучено з експлуатації, більшість з них повернуто до Apple або продано на вторинному ринку, переробленими на заводі або як є, або відправлено на переробник і подрібнено. Колись не було чимось незвичайним, коли добре оснащений ANS ледь повертав мінімальну ставку в 0,99 доларів США на eBay. Доставка ANS коштує дорого, близько 100 доларів США зі США в США. місцезнаходження, якщо надіслано масовою доставкою. Доступних запасних частин, якщо вони взагалі є, небагато, особливо не механічні компоненти.
У 2019 році мережеві сервери Apple іноді можна побачити та продати на eBay понад 2000 доларів США.